# Conflans-en-Jarnisy
 Conflans-en-Jarnisy  es una población y comuna francesa, en la región de Lorena, departamento de Meurthe y Mosela, en el distrito de Briey y cantón de Conflans-en-Jarnisy.

## Historia
Fortaleza del Ducado de Lorena, fue destruida en 1636 por órdenes del cardenal Richelieu y de nuevo por las tropas de Luis XIV de Francia en 1669. Sería anexionada a Francia en 1766.

## Demografía
| 2802 | 2850 | 2593 | 2890 | 2728 | 2502 |
| Para los censos de 1962 a 1999 la población legal corresponde a la población sin duplicidades (Fuente: INSEE [Consultar]) |      |      |      |      |      |